# Aglaophenia pluma
La piuma di mare (Aglaophenia pluma) è una specie di idrozoo del genere Aglaophenia.

## Habitat e distribuzione
Comune in tutto il mondo, su substrati duri in forte corrente, sulle pareti esposte a nord in presenza di coralligeno. Talvolta reperibile sulle foglie di Posidonia oceanica.

## Descrizione
Il nome di piuma di mare deriva dalla forma particolare di questo animale: dall'idrocaule si diramano le colonie di polipi.